# Mont Blanc du Créton
Il Mont Blanc du Créton (pron. fr. AFI: [mɔ̃.blɑ̃ dy kʁetɔ̃]; 3.406 m s.l.m.) è una montagna delle Alpi Pennine della Valle d'Aosta, in Valtournanche. 

## Descrizione

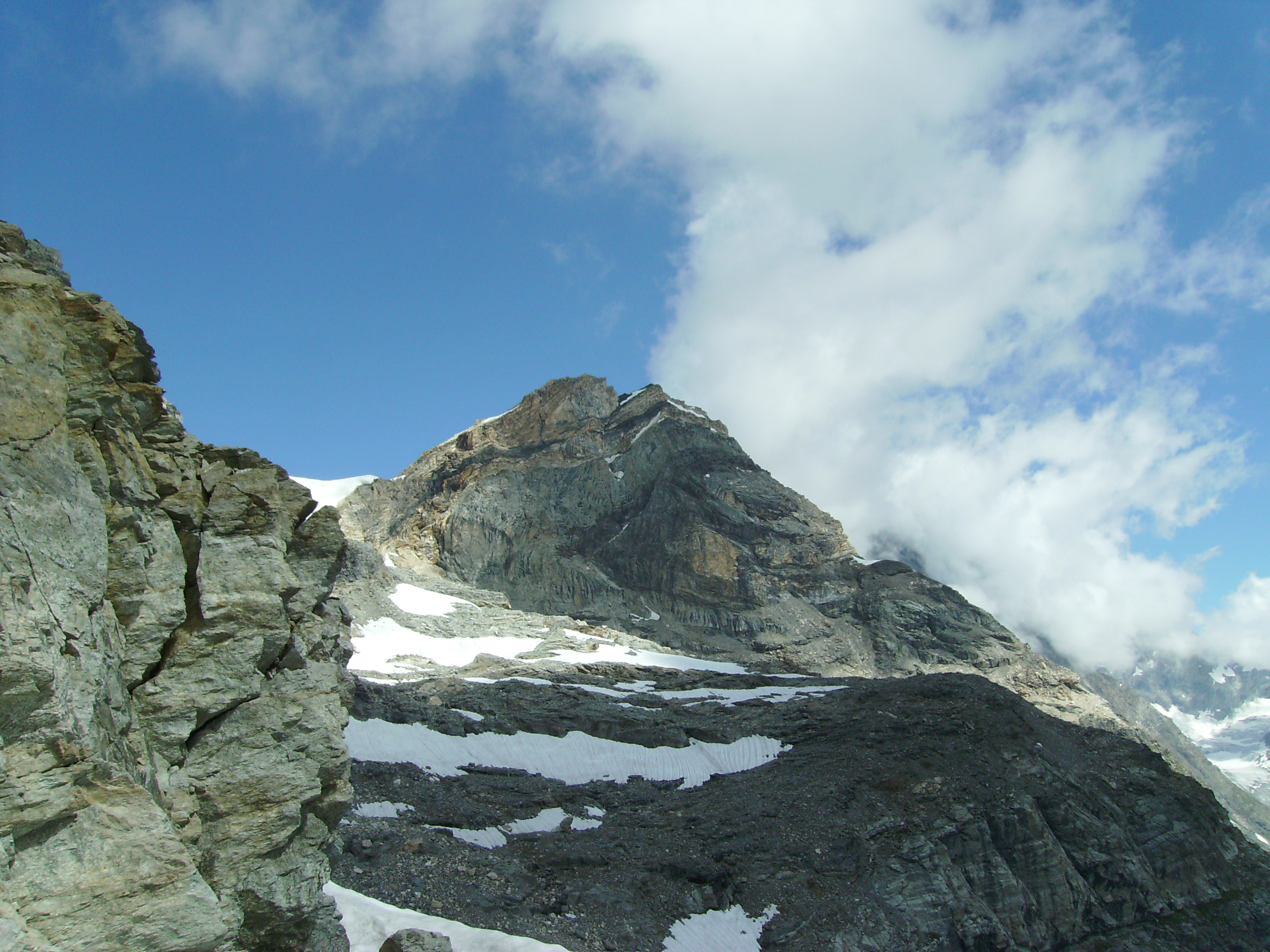
Il Mont Blanc du Créton dal Col de Vofréde (3127 m)

La montagna fa parte della catena delle Petites Murailles. È una cima con un tipo di roccia più chiaro rispetto alle vette circostanti e non è molto frequentata.

## Salita alla vetta

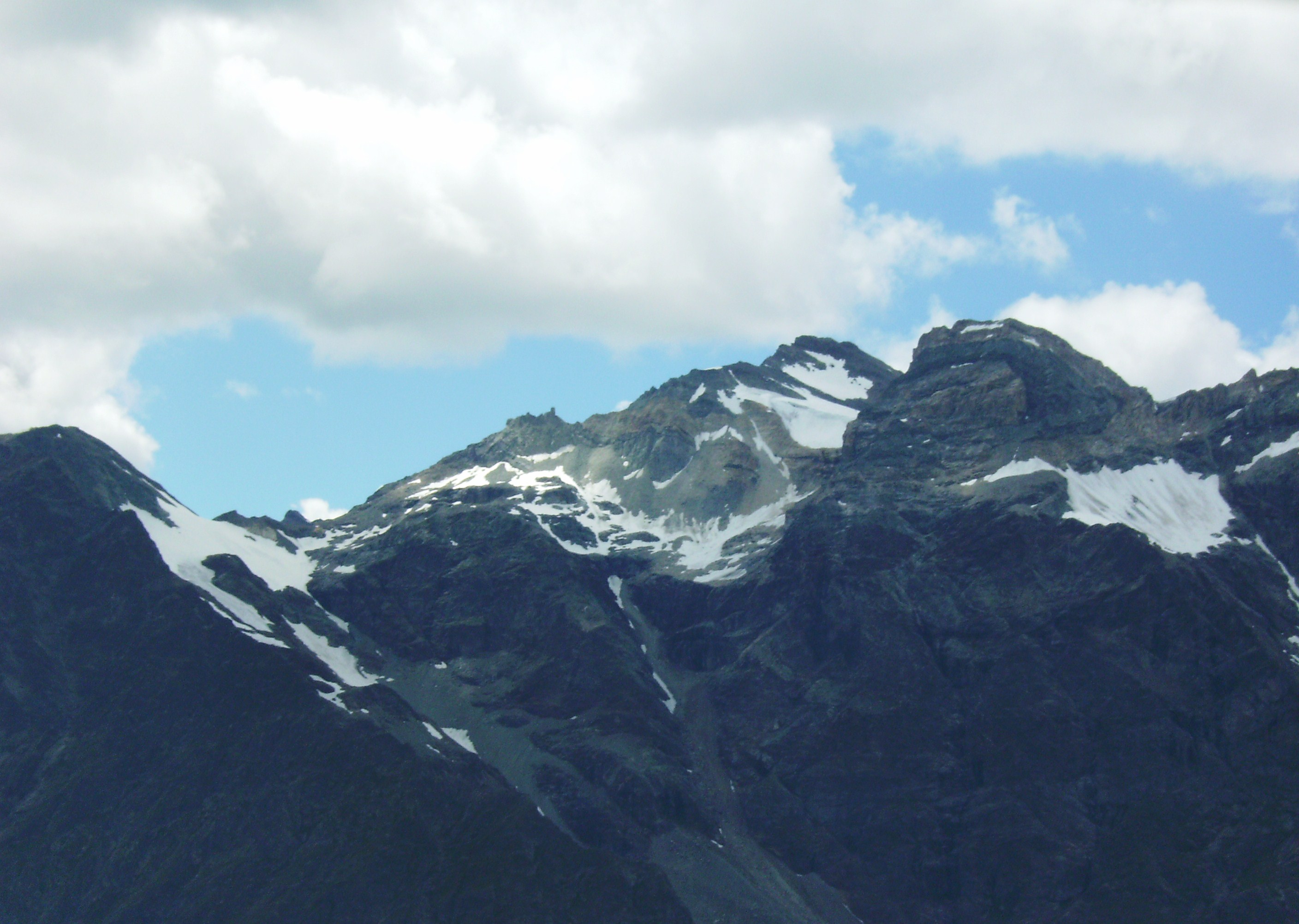
Da sinistra, il Mont Rous, lo Château des Dames e il Mont Blanc du Créton

Normalmente l'accesso alla vetta avviene partendo dal Lago di Place Moulin, in Valpelline, e servendosi del Bivacco Laura Florio, sul Col du Créton (3320 m). Questa ascensione può essere associata alla salita dello Château des Dames.